# 阴守忍者
《阴守忍者！》（日语：陰からマモル！、陰マモ！），是日本作家阿智太郎創作的輕小說、插圖由斑柴所繪，以及依此改編的漫畫與電視動畫。續篇為「再來！陰守忍者！」。

## 故事簡介
陰守家400年前擔任保護紺若家的工作，原因是將軍不希望好吃的蒟蒻從他手中失傳，因此命令陰守一家人保護製作蒟蒻的紺若家！故事講述的是現代家庭陰守家暗中保護紺若家的故事。陰守家一家三人分别保護紺若家三人，陰守衛保護紺若夕菜。同時在學校陰守衛又認識了幾個女同學，後來她们都暗戀平時傻呼呼但其實能力非凡的陰守衛，她們不是武士就是忍者，還有澤果愛里這位富家千金。故事始終圍繞幾個女主角之間的感情鬥爭，中心是陰守衛和紺若夕菜，故事輕鬆充滿笑料。

## 登场人物

### 主要角色
陰守衛（聲優：私市淳、少年時代：半場友惠）
主人公，400年前的陰守一族的忍者後裔，因為受領主之命保護400年前蒟蒻達人紺若一族，非常怕熊，暗中保護著女主角紺若夕菜，似乎喜歡著紺若夕菜，平時是以一副大眼鏡傻男隱藏身份，夕菜有危險時，則換上忍者服搭救，為了隱藏身份，忍者服下的他，總是以影子不需要名字報上自己的名號。
紺若夕菜（聲優：中原麻衣）
暱稱「夕菜」，超級天然呆，迷迷糊糊的被保護者，神經大條，特別喜歡香蕉，擅長的運動只有網球，常常被捲入莫名其妙的危險中，似乎不擅長算數，與主人公同班13年，喜歡主人公。
澤果愛里（聲優：新谷良子）
學年排名倒數第一超級吊車尾的富家千金，似乎覺得自己很可靠，貌似喜歡主人公，因而將男友條件一降在降，但是由於主人公並無此意，所以常常欺負主人公，稱主人為白癡衛，夕菜的好友。
真雙津椿（聲優：小島幸子）
因極惡組的欺騙，授命殺掉女主角紺若夕菜，最後對決被主人公擊敗，而漸漸喜歡上主人公，並以為了了解團體生活，進入主人公的高中就讀，被路人稱呼為時代少女，被誤認為時代錯誤。帶有除了椰果以外什麼都能斬斷的名刀「斬瀨羅滿狗劍」。
服部山芽（聲優：清水愛）
住在鄉下忍者村的可愛女忍者，算是主人公的遠房親戚，小時後曾被熊襲擊，雖被奮不顧身的主人公保護，但實際上熊是被主人公的媽媽-陰守桜子所打敗，對主人公有一份愛幕之情而轉到主角所在的學校就讀，不喜歡主人公隱藏身分的打扮。
雲隱螢（聲優：古川繪里奈）
甲賀村的可愛女忍者，在甲賀與伊賀的決戰大運動會最後長跑中被服部山芽以「啊！有UFO」騙之後輸給對方，造成莫大的屈辱，被封為UFO一族，與其哥哥一同前來，要向主人公報仇雪恨，最後因為主人公捨命保護而喜歡上主人公。

### 其他角色
陰守堅護（聲優：泉尚摯）
主人公的爸爸，平時是一個上班族，主要保護夕菜的爸爸。
陰守櫻子（聲優：伊藤美紀）
主人公的媽媽，是一位優良的家庭主婦，主要是保護夕菜的媽媽。
小丸（聲優：山口登）
主人公家中所養的忍犬，喜歡吃豆皮壽司，實力相當的強。

## 出版刊物

### 輕小說
1. 陰守忍者！　（陰からマモル！）
ISBN 4-8401-0838-2（日文） ISBN 978-986-171-286-4（中文）
2. 陰守忍者！（2）椿的第一次親密接觸　（陰からマモル！（2）椿の初でいとの道）
ISBN 4-8401-1012-3（日文） ISBN 978-986-171-322-9（中文）
3. 陰守忍者！（3）來自忍者村的少女　（陰からマモル！（3）忍の里から来た少女）
ISBN 4-8401-1124-3（日文） ISBN 978-986-171-364-9 （中文）
4. 陰守忍者！（4）來襲！甲賀最強的忍者！　（陰からマモル！（4）来襲！甲賀最強の忍）
ISBN 4-8401-1198-7（日文） ISBN 978-986-171-441-7（中文）
5. 陰守忍者！（5）小鐘井黄金傳説　（陰からマモル！（5）小鐘井黄金伝説）
ISBN 4-8401-1235-5（日文） ISBN 978-986-171-479-0（中文）
6. 陰守忍者！（6）夕菜與汐菜公主　（陰からマモル！（6）ゆーなとユーナ王女様）
ISBN 4-8401-1450-1（日文） ISBN 978-986-171-589-6（中文）
7. 陰守忍者！（7）螢的食客日記！　（陰からマモル！（7）ホタルの居候日記！）
ISBN 4-8401-1515-X（日文）
8. 陰守忍者！（8）結婚時代劇娘　（陰からマモル！（8）ウエディング時代劇娘）
ISBN 4-8401-1592-3（日文）
9. 陰守忍者！（9）伊賀娘們来了　（陰からマモル！（9）伊賀娘たちが来た）
ISBN 978-4-8401-1776-0（日文）
10. 陰守忍者！（10）愛里公主　（陰からマモル！（10）プリンセスアイリーン）
ISBN 978-4-8401-1890-3（日文）
11. 陰守忍者！（11）浦島夕菜　（陰からマモル！（11）うらしまゆーな）
ISBN 9784840120876（日文）
12. 陰守忍者！（12）最後守護　（陰からマモル！（12）最後にマモル）
ISBN 978-4-8401-2194-1（日文）

續篇
1. 再來！陰守忍者！　（もっと！陰からマモル！） 
ISBN 978-4-8401-2837-7（日文）
2. 再來！陰守忍者！（2）突來的愛情故事　（もっと！陰からマモル！（2）ラブストーリーは突然に）　
ISBN 978-4-8401-3243-5（日文）

### 漫畫
1. 陰守忍者！（1）　（陰からマモル！（1））
ISBN 4-8401-1376-9（日文舊版）
ISBN 4-8401-1677-6（日文） EAN 4717702212285（中文）
2. 陰守忍者！（2）　（陰からマモル！（2））
ISBN 4-8401-1678-4（日文） EAN 4717702214609（中文）
3. 陰守忍者！（3）　（陰からマモル！（3））
ISBN 978-4-8401-1931-3（日文） EAN 4717702217006（中文）
4. 陰守忍者！（4）　（陰からマモル！4））
ISBN 978-4-8401-1999-3（日文） EAN 4717702222468（中文）
5. 陰守忍者！（5）　（陰からマモル！（5））
ISBN 978-4-8401-2528-4 （日文） EAN 4717702228941（中文）
6. 陰守忍者！（6）　（陰からマモル！（6））
ISBN 978-4-8401-2946-6（日文）

## 電視動畫

### 製作人員
- 原作：阿智太郎
- 人物原案：斑柴
- 企畫：竹内成和、服部洋之、峰岸卓生、田代敦巳
- 系列構成、脚本：金月龍之介
- 人物設計：渡邊奈月
- 音響監督：三好慶一郎
- 美術監督：前田實
- 色彩設計：中野倫明
- 攝影監督：小室正一
- 編集：田熊純
- 音樂：渡邊剛
- 音樂協力：
- 製作人：增島由美子、細川修、川人憲治郎（グループ・タック）
- 監督：藤本義孝
- 動畫製作：Group Tac
- 製作：陰守！製作委員会

### 主題曲
- 片頭曲：
作詞、作曲、編曲：Funta、歌：夕菜（中原麻衣）
- 片尾曲：「rainy beat」
作詞、作曲、編曲：Funta、歌：愛里、椿、山芽、螢（新谷良子、小島幸子、清水愛、古川繪里奈）

### 各話列表
| 話數 | 日文標題 | 中文標題                 | 劇本       | 分鏡     | 演出       | 作畫監督 |
| ---- | -------- | ------------------------ | ---------- | -------- | ---------- | -------- |
| 1    |          | 持續守護四百年           | 金月龍之介 | 敷島博英 | 敷島博英   | 清丸悟   |
| 2    |          | 世上沒有斬不斷的東西     | 金月龍之介 | 石平信司 | 渡邊純央   | 竹內昭   |
| 3    |          | 來自忍者村的少女         | 竹內利光   | 加藤洋人 | 田村耕太郎 | 服部一郎 |
| 4    |          | 多麼厲害的偶像           | 柿原優子   | 渡邊純央 | 渡邊純央   | 草刈大介 |
| 5    |          | 少女心和武士魂           | 廣田光毅   | 康村諒   | 山崎茂     | 相坂直樹 |
| 6    |          | 轉學生是令人心動的美少女 | 金月龍之介 | 石平信司 | 渡邊純央   | 竹內昭   |
| 7    |          | 少年忍者衛               | 柿原優子   | 敷島博英 | 敷島博英   | 清丸悟   |
| 8    |          | 澤果家防範大作戰！       | 廣田光毅   | 渡邊純央 | 渡邊純央   | 草刈大介 |
| 9    |          | 小鐘井UFO警報！          | 竹內利光   | 藤澤俊幸 | 田村耕太郎 | 龜谷響子 |
| 10   |          | 夕菜的黃金傳說           | 柿原優子   | 石平信司 | 山崎茂     | 相坂直樹 |
| 11   |          | Bye Bye夕菜              | 金月龍之介 | 石平信司 | 渡邊純央   | 竹內昭   |
| 12   |          | 暗中守護！               | 金月龍之介 | 石平信司 | 渡邊純央   | 渡邊奈月 |

### 播放電視台
日本深夜動畫：下文記載的日本国内播放時間使用日本標準時間（UTC+9）表示。因為部分時間标识會採用30小时制，因此請留意这类超过24:00的时间，其實際播放時間為翌日清晨。
| 播映地域   | 電視台     | 播映期間               | 播映時間                   | 所屬聯播網 |
| ---------- | ---------- | ---------------------- | -------------------------- | ---------- |
| 关东广域圈 | 東京電視台 | 2006年1月7日 －3月25日 | 星期六 26時50分 - 27時20分 | 東京電視網 |
| 大阪府     | 大阪電視台 | 2006年1月7日 －3月25日 | 星期六 27時10分 - 27時40分 | 東京電視網 |

| 東京電視台 星期六26：50（星期日2：50） | 東京電視台 星期六26：50（星期日2：50） | 東京電視台 星期六26：50（星期日2：50） |
| -------------------------------------- | -------------------------------------- | -------------------------------------- |
|                                        | 陰守忍者                               |                                        |
| 銀盤萬花筒                             |                                        |                                        |
| 大阪電視台 星期六27：10（星期日3：10） |                                        |                                        |
| 銀盤萬花筒                             | 陰守忍者                               | Strawberry Panic                       |

## 外部連結
- （日語） 陰守忍者 （页面存档备份，存于） - 東京電視台的介紹網站
- （日語） 陰守忍者 （页面存档备份，存于） - Aniplex的介紹網站
- （日語） 陰守忍者 （页面存档备份，存于） - TOKYO MX介紹網站